# Izraelská invaze do Sýrie (2024)
Dne 8. prosince 2024, po pádu režimu rodiny al-Asadových, vstoupily Izraelské obranné síly do nárazníkové zóny Pozorovatelské mise OSN pro uvolňování napětí mezi Sýrií a Izraelem okupovanými Golanskými výšinami a zahájily dělostřeleckou palbu. Je to poprvé od uzavření dohody v roce 1974, co izraelské jednotky obsadily toto území.
Po pádu Damašku izraelský premiér Benjamin Netanjahu prohlásil, že „v návaznosti na kolaps Syrské arabské armády přestala platit dohoda o hranicích se Sýrií z roku 1974“. Dodal také, že „aby zabránil případnému ohrožení, nařídil Izraelským obranným silám, aby dočasně obsadily purpurovou linii, dokud nebude dosaženo dohody s novou syrskou vládou“. Izraelské letectvo a námořnictvo současné zahájily údery na vojenské cíle po celé Sýrii v rámci operace Bašanský šíp (hebrejsky מבצע חץ הבשן‎, mivca Chec ha-Bašan).
Dne 9. prosince izraelský ministr obrany Jisra'el Kac určil konkrétní vojenské cíle, včetně úplného obsazení nárazníkové zóny a blízkých pozic, vytvoření bezpečnostní zóny sahající za nárazníkovou zónu a zabránění pašování íránských zbraní do Libanonu. Koncem ledna 2025 Kac uvedl, že izraelská armáda zůstane na hoře Hermon a v nárazníkové zóně na neurčito.

## Pozadí
Od šestidenní války v roce 1967 Izrael okupuje většinu území Golanských výšin. Po jomkipurské válce v roce 1973 Izrael a Sýrie uzavřely dohodu, která dala za vznik nárazníkové zóně Pozorovatelské mise OSN pro uvolňování napětí. V roce 1981 Izrael Golanské výšiny jednostranně anektoval, což OSN odsoudila jako nezákonný krok podle mezinárodního práva. Jedinou zemí, která uznává Golanské výšiny jako součást Izraele, jsou od roku 2019 Spojené státy americké. Izrael aktivně podporuje výstavbu osad na tomto území.
Izraelské letectvo provádí vzdušné údery na cíle v Sýrii od roku 2011, kdy začala občanská válka. Režim Bašára al-Asada byl totiž dlouhodobě podporován Íránem. Izraelští představitelé útoky na cíle v Sýrii obvykle nekomentují, přičemž mezi zabitými byli členové Islámských revolučních gard, Jednotek Quds a Hizballáhu. V roce 2024 izraelské letectvo provedlo 51 náletů, které zabily 176 militantů (příslušníků Íránských revolučních gard, členů Hizballáhu, Iráčanů a desítky syrských vojáků) a 16 civilistů, včetně žen a dětí. Nejvíce útoků bylo na města Damašek a Dar'á. Celkový počet zabitých osob na území Sýrie v období války byl kolem 250.
Dne 1. dubna 2024 izraelské letectvo zasáhlo íránský konzulát v syrském Damašku, což vedlo k eskalaci vztahů s Íránem. Na začátku září 2024 zahynulo nejméně 14 lidí při útocích na vojenské objekty včetně vědeckého střediska.
V listopadu 2024 obvinila OSN Izrael, že v listopadu porušil dohodu z roku 1974, když v demilitarizované zóně prováděl inženýrské práce a používal bojové tanky. Pozorovatelská mise OSN uvedla, že „opakovaně jednala s Izraelskými obrannými silami a protestovala proti těmto aktivitám“. Izrael odpověděl, že „pracuje na výstavbě bariéry, která má za cíl zmařit možnou teroristickou invazi a chránit Izrael“, a dodal, že „izraelští političtí a armádní představitelé udržují úzké kontakty s představiteli OSN, kteří jsou obeznámeni s hrozbami v regionu“.
Dne 27. listopadu 2024 zahájily syrské opoziční skupiny ofenzívu proti režimu Bašára al-Asada. Dne 8. prosince povstalci dobyli hlavní město Damašek a ve státní televizi vyhlásili vítězství nad režimem, čímž oficiálně padl režim rodiny al-Asadových. Později téhož dne bylo oznámeno, že Rusko poskytlo al-Asadovi a jeho rodině azyl v Moskvě.

## Izraelské cíle
Dne 9. prosince izraelský ministr obrany Jisra'el Kac určil konkrétní vojenské cíle pro Izraelské obranné síly operující v Sýrii, které mají být provedeny „v nejbližší době“:
1. Zajistit úplnou kontrolu nad nárazníkovou zónou a dalšími blízkými strategickými pozicemi v Sýrii.
2. Vytvořit bezpečnostní zónu sahající za nárazníkovou zónu, zaměřit se na zničení všech těžkých zbraní a teroristické infrastruktury, které by mohly představovat hrozbu pro Izrael, a zároveň navázat kontakt s místními drúzskými komunitami a dalšími regionálními komunitami.
3. Zabránit pašování íránských zbraní do Libanonu přes syrské území a hraniční přechody.
4. Pokračovat v ničení sítí protivzdušné obrany, raketových systémů a pobřežních obranných zařízení.

## Průběh

### Pozemní ofenzíva
Po postupu syrské opozice na jihu Sýrie Izrael posílil svou přítomnost na Golanských výšinách. Když syrská opozice obsadila město Hadar, bylo oznámeno, že Izraelské obranné síly postoupily hlouběji do vnitrozemí, aby odrazily útok v nárazníkové zóně mise OSN. Mimo to Izraelské obranné síly výrazně posílily svou přítomnost v nárazníkovém pásmu.
Dne 8. dubna izraelští vojáci dobyli města Chán Arnaba a al-Bas. Po postupu speciální jednotky Sajeret Šaldag na Syřany kontrolovanou horu Hermon vydal premiér Benjamin Netanjahu prohlášení, v němž uvedl, že „v návaznosti na kolaps Syrské arabské armády přestala platit dohoda o hranicích se Sýrií z roku 1974“. Dodal také, že „aby zabránil případnému ohrožení, nařídil Izraelským obranným silám, aby dočasně obsadily Purpurovou linii, dokud nebude dosaženo dohody s novou syrskou vládou“. Během záboru vyhlásil mluvčí izraelské armády Avichaj Adra'e zákaz vycházení v pěti syrských vesnicích a nařídil obyvatelům pohraničních měst v Sýrii, aby zůstali doma „až do odvolání“. Téhož dne televize al-Arabíja informovala, že Izrael převzal kontrolu nad městem Tal al-Hara.
Dne 10. prosince izraelské tanky údajně dosáhly Qatany, vzdálené 26 km od Damašku. Izraelský vojenský mluvčí přiznal obsazení „několika dalších míst“ za nárazníkovou zónou, ale uvedl, že „Izraelské obranné síly nepostupují směrem k Damašku“. Izraelský ministr obrany Jisra'el Kac uvedl, že cílem Izraele je vytvořit „sterilní obranné pásmo“ v jižní Sýrii, které by „zabránilo vzniku a organizaci teroru v Sýrii“.
Dne 12. prosince byli obyvatelé Hadary, Hamídíji a Umm Bátnu v guvernorátu Kunejtra vyhnáni ze svých domovů izraelskou armádou.

### Letecké údery
Dne 8. prosince 2024 provedlo izraelské letectvo na jihu Sýrie nálety na sklady zbraní, aby se nedostaly do rukou povstalců. Izraelští představitelé tvrdili, že byly zasaženy sklady yperitu, plynu VX a raket Scud a vozidla protivzdušné obrany ruské výroby. Podle Bílých přileb byla zasažena také sídla zpravodajských služeb a celní úřady. Mimo jiné Izrael zasáhl Damašek a leteckou základnu Maza.
V časných ranních hodinách 9. prosince provedl Izrael několik leteckých úderů na území guvernorátů Dar'á a Suvajda na jihu Sýrie. Izrael zasáhl šestkrát leteckou základnu severně od Suvajdy a několik muničních skladů v Nawá a na venkově guvernorátu Dar'á. Do večera izraelské letectvo a námořnictvo zasáhly vybavení syrského námořnictvo v Latákii, středisko výroby chemických zbraní v Barze a letiště Qámišlí. V průběhu dne Izrael provedl přibližně 200 náletů, které zasáhly několik sídel, včetně Damašku, Dar'á, Latákie a Hamá. Během těchto náletů bylo zničeno několik stíhaček a vrtulníků, jakož i celá námořní flotila. Jeden z izraelských vysokých představitelů uvedl, že letecké údery „budou pokračovat i v nadcházejících dnech“.
Ráno 10. prosince byly zveřejněny fotografie, na nichž jsou potopené raketové čluny třídy Osa v Latákii. Izrael oznámil, že jeho letectvo a námořnictvo provedly během 48 hodin více než 480 úderů, z nichž 350 bylo zaměřeno na letiště, protiletadlové baterie, bezpilotní letouny, stíhačky, tanky a místa výroby zbraní. V důsledku těchto operací bylo zničeno 70 až 80 % syrských strategických zbraní. Izraelský bezpečnostní zdroj uvedl, že se „jedná o největší leteckou operaci izraelského letectva v historii Izraele“. Bývalý velitel povstalců prohlásil: „Budeme potřebovat desítky let, abychom obnovili národní syrskou armádu“.
V únoru 2025 izraelské letectvo provedlo nálet na město Kisvá, které se nachází zhruba 20 km jižně od Damašku. Další údery byly provedeny v provincii Dará. Bombardování přišlo několik hodin poté, co Sýrie odsoudila vpád Izraele na jih země a požadovala jeho stažení. Netanjahu následně pronesl, že požaduje úplnou demilitarizaci jižní Sýrie, konkrétně provincií Kunajtra, Dará a Suvajda.

## Reakce

### Státy
- Izrael: Vláda uvedla, že se jedná o dočasnou vojenskou operaci,[45] že Spojené státy americké byly o jejím zahájení předem informovány, a že Stát Izrael „nezasahuje do vnitřního konfliktu v Sýrii“.[46] Vůdce opozice Ja'ir Lapid operaci podpořil, ale kritizoval vládu Benjamina Netanjahua, když řekl: „Nešel bych na hranice, abych hlásal provokativní prohlášení pro tisk a dostal nás do konfliktu s novou syrskou vládou“.[47]
- Írán: Mluvčí ministerstva zahraničních věcí Esmá'íl Baqájí prohlásil, že „tato agrese je hrubým porušením Charty OSN“ a že „Írán požaduje okamžitou reakci Rady bezpečnosti OSN“. Dodal, že „agrese musí být zastavena a že izraelský okupační režim musí být pohnán k odpovědnosti“.[48][49]
- Spojené arabské emiráty: Ministerstvo zahraničních věcí odsoudilo obsazení nárazníkové zóny Izraelem.[50][51]
- Spojené státy americké: Mluvčí ministerstva zahraničí Matthew Miller uvedl: „Každá země má právo podniknout kroky proti teroristickým organizacím a každá země by se, myslím, obávala možného vakua, které by mohly zaplnit teroristické organizace. Izraelský vpád je reakcí na kroky syrské armády, která se z této oblasti stáhla“.[52] Ministr zahraničí Antony Blinken řekl: „Deklarovaným účelem této invaze ze strany Izraelců je snaha zajistit, aby se vojenské vybavení, které bylo opuštěno syrskou armádou, nedostalo do nesprávných rukou – teroristů, extremistů a tak dále. Jednáme jak s Izraelem, tak s ostatními o dalším postupu“.[53]

### Nestátní organizace
- Organizace spojených národů: Mluvčí generálního tajemníka Antónia Guterrese Stéphane Dujarric prohlásil, že Izrael rozšiřuje svou okupaci a porušuje tak dohodu z roku 1974.[54] Dne 10. prosince Dujarric prohlásil: „Jsme proti těmto typům útoků. Myslím, že pro Sýrii je to zlomový okamžik. Její sousedé by ho neměli využívat k tomu, aby zasahovali na její území“.[55]